# Matteo Musumeci
Matteo Musumeci (Catania, 1976) è un compositore italiano.

## Biografia

### Attività
Primogenito dell'attore Tuccio Musumeci, dopo una prima apparizione al fianco del padre nella commedia televisiva Album di famiglia nel 1991, ha iniziato la sua attività di compositore scrivendo musica per il teatro per poi dedicarsi alla lirica. Diverse le collaborazioni con il Teatro Stabile di Catania, e nel 2003 con il Teatro Biondo di Palermo, diretto da Pietro Carriglio, per le musiche dello spettacolo Classe di Ferro di Aldo Nicolaj. Successivamente le musiche de La lupa, tratta dalla omonima novella di Giovanni Verga, con l'attrice siciliana Guia Jelo.
Nella prima edizione del concorso internazionale di composizione "Premio Bocelli" nel 2001, indetto dalla Sugar Music di Caterina Caselli si è aggiudicato il secondo premio assoluto con il brano Resta qui, con conseguente inserimento del brano, il cui testo è stato scritto dallo stesso tenore Andrea Bocelli, nell'album Cieli di Toscana, disco di platino.
La sua opera lirica dal titolo Aitna (edita dalla Suvini Zerboni e premiata a Toronto) è dedicata ai miti del vulcano siciliano e ha debuttato nel 2005 presso il Teatro Nazionale della Moravia-Slesia di Ostrava. A Praga al Teatro Opera di Stato nel 2008 e nel 2009 è stata eseguita una sua composizione come inno ufficiale dell'evento Prague Ballet Gala, conclusivo del Workshop internazionale di danza svoltosi ad Ostrava.
Nel 2008 viene nominato direttore artistico presso il Teatro Sangiorgi di Catania, storico teatro catanese, oggi seconda sala del Teatro Massimo Bellini di Catania. Ha debuttato nel 2008 in qualità di regista nell'allestimento di Cavalleria rusticana di Pietro Mascagni del Teatro Massimo Bellini di Catania, orchestra e coro del Teatro Massimo Bellini. Sempre per il Teatro Massimo Bellini ha curato la regia dell'opera da camera La Serva Padrona di Giovanni Paisiello.
Nel 2011 compone la Suite Sinfonica dall'opera Aitna per orchestra che debutta in prima assoluta, diretta da Alberto Veronesi, il 16 e 17 dicembre 2011 al Teatro Politeama di Palermo per la 53ª Stagione dell'Orchestra Sinfonica Siciliana firmata da Sergio Rendine.
In programma con la Suite Sinfonica da Aitna, il Concerto per violoncello e orchestra di Edward Elgar, eseguito da David Geringas e la suite del Mandarino meraviglioso di Bartók.
Nell'aprile 2012 è protagonista della Stagione sinfonica del Teatro Vittorio Emanuele II di Messina con la Suite Sinfonica dall'opera Aitna - direttore Michele Amoroso – Orchestra del Teatro Vittorio Emanuele II di Messina.
Il 18 e 19 gennaio 2013 - 54ª stagione della Fondazione Orchestra Sinfonica Siciliana
debutta con la “Sinfonia n.1 in La minore detta Stormy time - sinfonia senza tempo” al Teatro Politeama di Palermo, direttore Francesco Di Mauro. In programma a seguire, il Concerto per violino e orchestra di Gian Francesco Malipiero, al violino il Maestro Francesco Parrino e la "Sinfonia sopra una canzone d'amore" di Nino Rota..
Autore dell'Inno ufficiale del Gran Ballo dell'Opera di Brno (Rep. Ceca), eseguito in prima assoluta il 19 gennaio 2013 al Teatro Nazionale di Brno per lo speciale evento, secondo soltanto al Gran Ballo dell'Opera di Vienna per importanza e ospiti d'onore.
Ha collaborato con diverse formazioni cameristiche e orchestrali quali il Sestetto Stradivari, Ex Novo Ensemble, Quintetto Sikelikos, Odessa Philharmonic Orchestra, Orchestra Filarmonica di Varsavia, Ignacy Jan Paderewski Philharmonic Orchestra, Sliven Symphonic Orchestra, Orchestra Sinfonica Karol Namyslowski di Zamość.
Ha firmato le colonne sonore per i docufilm "Figli del set" e "La libertà non deve morire in mare", quest'ultima insieme a Paolo Vivaldi.
Ultimo dei suoi lavori è la cantata "Diva Agatha" commissionata dal Teatro Massimo Vincenzo Bellini in occasione dei festeggiamenti in onore di Sant'Agata.
Dal 2008 è compositore residente presso il Teatro Brancati di Catania.

## Opere

### Teatro musicale
- Pasticcia a Trieste Op. 105 - opera musicale in un atto su libretto di Andrea Binetti - Commissione Teatro Verdi (Trieste) (2020)
- Io, Vincenzo Op. 94 - opera in due atti su libretto di Salvatore Emanuele Samperi (2018)
- Anfitrione Op. 85 - adattamento a commedia musicale di Marco Cavallaro - Produzione Esagera Roma (2017)
- Il circo magico Op. 68a - opera da camera in un atto su libretto di Gianni Clementi (2016)
- La città dello spettacolo Op. 75 - commedia musicale in due atti (2014 - 2015)
- Alice oltre le meraviglie Op. 56 - commedia musicale in due atti (2010)
- Aitna Op. 37 - opera lirica in due atti (2003) - Edizioni Suvini Zerboni - Sugar Music
- Eugenie, Eugenia Op. 14 - commedia musicale di Nando Greco tratta da "Gli innamorati" di Carlo Goldoni (1993)

### Composizioni per solo e orchestra
- Storie di Vigata - per clarinetto e orchestra Op. 96 (2018)
- Concerto per violoncello e orchestra in Mi minore Op. 66 (2013 - 2014)

### Composizioni per orchestra
- Il canto delle sirene - Piccole variazioni su l'epitaffio di Sicilio II sec. a.C. Op.102 (2019) - Commissione Teatro Filarmonico di Odessa
- Sinfonia n.4 in Fa maggiore - "La piccola" Op. 92[16] - commissione Orchestra Sinfonica Siciliana (2017)
- Sinfonia n.3 in Re maggiore Op. 82 (2016)
- Sinfonia n.2 in Mi bemolle minore Op. 64 (2012)
- Sinfonia n.1 in La minore detta "Stormy time - sinfonia senza tempo"  Op. 59 (2011)
- Gran ballo Op. 63 - Commissione Teatro dell'Opera di Brno (2012)
- Suite sinfonica dall'opera "Aitna" Op. 60 (2011)
- Un siciliano a Parigi Op. 57 (2010)
- Sud - per orchestra d'archi dalla trascrizione del quartetto in La minore Op. 58a (2010)
- Emozioni di un'altra estate - piccolo poema sinfonico Op. 54 (2009)
- Gli industriali del ficodindia Op. 55 (2009)
- L'uomo che incontrò se stesso Op. 52 (2008)
- La Lupa Op. 50 (2008)
- Praha hymn Op. 49 - Commissione Corpo di Ballo del Teatro dell'Opera di Praga (2008)

### Composizione per quartetto d'archi
- Quartetto n. 3 detto "Sabbie mobili" Op. 80 - Commissione Teatro Stabile di Catania (2016)
- Quartetto n. 2 Op. 70 - prima esecuzione SCAM (Società Catanese Amici della Musica) (2014)
- Quartetto n. 1 Op. 65 (2012 - 2013)
- Sud Op. 58 (2011)

### Musica da camera varia
- Venti Cinque Venti - per violino e pianoforte Op. 106 (2020)
- Quintetto per pianoforte e archi in La minore Op. 100 - commissione Ensemble Goffriller[17](2019)
- Cronaca bizantina - per fisarmonica o violino e pianoforte Op. 99 (2019)
- Comparatico - per fisarmonica e pianoforte Op. 99 (2019)
- La fuitina - per clarinetto e pianoforte Op. 96 (2018)
- Storie di Vigata - per clarinetto e pianoforte Op. 96 (2018)
- Trilogia Mediterranea Op. 93[18] - per Contrabasso e pianoforte (2016 - 2018)
  1. Tarantella nera
  2. Carrettiera
  3. Nero barocco
- Il rumore del tempo "Trio per flauto, violino e pianoforte in La" Op. 91 - dedicato ai fratelli Parrino (2017)
- L'attesa - sestetto per archi Op. 72 - Commissione Sestetto Stradivari (2015)
- Promettimi - per voce recitante ed ensemble di pianoforte, archi e fiati su testo di Thích Nhất Hạnh Op. 69 (2014)
- Buongiorno Siora Maschera - trio per violino, violoncello e pianoforte Op. 67 - Commissione Teatro La Fenice di Venezia (2014)
- Il Circo Magico - suite in otto parti per clarinetto, fagotto, cornetta, trombone, percussioni, violino e contrabasso Op. 68 (2014)
  1. Introduzione
  2. Il trapezista
  3. L'illusionista
  4. Mangiafuoco
  5. Ridi pagliaccio...
  6. Il giocoliere
  7. Pulcinella
  8. Marcetta della libertà
- Classe di ferro suite -trascrizione per violino e pianoforte Op. 36a (2012) Edizioni Suvini Zerboni - Sugar Music
- Classe di ferro suite - trascrizione per violoncello e pianoforte Op. 36b (2012) Edizioni Suvini Zerboni - Sugar Music
- L'uomo che incontrò se stesso Op. 52 - per clarinetto, 2 violini, viola, violoncello, contrabasso e pianoforte Op. 36 (2009)
  1. L'uomo che incontrò se stesso
  2. aspettando
  3. piccoli amori
- Classe di ferro Op. 36 - per clarinetto, 2 violini, viola, violoncello, contrabasso e pianoforte Op. 36 (2002)
  1. Classe di ferro
  2. La fuga
  3. Il mare
  4. Vorre
  5. Mediterranea
- Passo a due - per clarinetto, pianoforte, 2 violini, viola, violoncello e contrabasso Op. 46 (2008)
- Fanfara per l'apertura del Teatro Sangiorgi Op. 35 - Commissione Teatro Massimo Vincenzo Bellini (2002)
- Concerto per violoncello e due pianoforti in sol minore Op. 15 (1994)
- Fantasia per violino e pianoforte in Sol Op. 12 (1993)
- Ricordi Op. 7 - melodia (1991)
- Aria povera - per violino solo Op. 3 (1991)
- L'infinito - per violoncello solo Op. 2 (1991)

### Composizioni per pianoforte
- L'albergo del libero scambio Op. 98 (2019)
  1. L'albergo del libero scambio
  2. Hotel paradiso
  3. La buon costume
  4. Gran Valzer
- La creatura del desiderio Op. 97 (2018)
  1. Allos Makar
  2. La creatura
  3. Canzone di Alma
  4. Cosa grande l'uomo è
  5. Elena di Troia
- Preludi Op. 95 (2018)
- The life in a moment Op. 83 (2016)
- Ballata per Bachi Op. 78 (2015)
- Valzer della Luna Op. 77 (2015)
- Canzone alla Luna Op. 76 (2015)
- Tre valzer in Fa minore Op. 74 (2015)
- L'attesa e le sue varianti Op. 73 (2015)
- Il giorno della memoria Op. 71 (2015)
- Brindisi 19 maggio Op. 62 (2012)
- Oltre Op. 51 (2008)
- Claudia Op. 45 (2006)
- Sensazioni Op. 28 (1999)
- Melodia per un gatto morto Op. 26 (1998)
- Love Op. 20 (1997)
- 3 antiche danze Op. 11 (1993)
- Adagio in Fa maggiore Op. 10 (1993)
- Kathàrsis Op. 8 (1992)
- Mareneve Op. 6 (1991)
- Mariaolga Op. 5 (1991)
- Il veliero fantasma Op. 1 (1991)

### Composizioni per coro
- Kairós - per coro misto a cappella Op. 79 - Commissione Coro del Teatro Massimo V. Bellini (2016)

### Composizioni di musica sacra
- Diva Agatha - cantata per mezzosoprano, percussioni, coro e orchestra Op. 84 - Commissione Teatro Massimo Vincenzo Bellini (2016)
- Mater dei - per solo, coro e pianoforte o organo Op. 41 (2005)
- The Glory of God - per coro e pianoforte o organo Op. 34 (2002)
- Salutis lacrimae - oratorio per soprano, coro e orchestra Op. 27 (1999)

### Composizioni per canto e pianoforte
- L'amuri Op. 90 - su versi di Nino Martoglio (2017)
- Autunno Op. 89 - su versi di Luigi Capuana (2017)
- Donna, ch'eviti 'ntillettu d'amuri Op. 88 - su versi di Luigi Capuana - Commissione Fondazione Pergolesi Spontini Jesi (2017)[19]
- Canto di Ruggero Op. 87 - su veri si Luigi Capuana - Commissione Fondazione Pergolesi Spontini Jesi (2017)[20]
- Vitti na crozza op. 86 - arrangiamento sulla canzone di Franco Li Causi - Commissione Fondazione Pergolesi Spontini Jesi (2017)
- Bedda Op. 81 - su versi di Nino Martoglio - dalla commedia musicale "Annata Ricca" (2016)
- Vegnu di notti Op. 81 - su versi di Nino Martoglio - dalla commedia musicale "Annata Ricca" (2016)
- Lo spirito del mare Op. 53 - testo di Massimiliano Costantino (2009)
- Notte d'addio Op. 48 - testo di Massimiliano Costantino (2007)
- Nasci lu Bambineddu Op. 47 - su testo di Massimiliano Costantino (2007)
- Passi a due Op. 46 - testo di Massimiliano Costantino (2006)
- Canzone di te Op. 44 - testo di Massimiliano Costantino e Matteo Musumeci (2006)
- Butterfly lullaby's Op. 42 - dal coro a bocca chiuso della Madama Butterfly di Giacomo Puccini - testo di Massimiliano Costantino (2005)
- Tu lassù, tu di più Op. 40 - testo di Domenico Scuderi (2004)
- Se la notte verrà Op. 39 - testo di Massimiliano Costantino (2004)
- Lui con noi Op. 38 - testo di Massimiliano Costantino (2004)
- Opera Op. 33 - testo di Massimiliano Costantino (2002)
- Nostalgie perdute Op. 32 - testo di Massimiliano Costantino (2001)
- Resta qui Op. 31 - testo di Andrea Bocelli - Secondo premio al "Concorso internazionale di composizione Andrea Bocelli" - album Cieli di Toscana (2001)
- Malinconia Op. 30 - testo di Francesco Cannizzaro (2001)
- Preghiera Op. 25 - testo di Massimiliano Costantino (1998)
- Nella sera calma Op. 24 - testo di Massimiliano Costantino (1998)
- L'una d'argento Op. 23 - testo di Massimiliano Costantino (1998)
- Canzone dell'onda Op. 22 - su versi del poeta Domenico Tempio - seconda versione (1998)
- Pazzu d'amuri Op. 17 - testo di Francesco Cannizzaro (1995)
- Santa Rosalia Op. 13 - testo anonimo (1993)
- Canzone dell'onda Op. 4 - su versi del poeta Domenico Tempio - prima versione (1991)

### Musiche di scena
- Questi fantasmi! - (musiche di scena) Op. 104 di Eduardo De Filippo. Teatro Brancati di Catania (2020)
- Troppu trafficu ppi Carrubba - (musiche di scena) Op.103 di Giuseppe Dipasquale. Teatro Musco di Catania (2019)
- La brocca rotta - (musiche di scena) Op. 101 di Heinrich von Kleist, con Mariano Rigillo. Commissione Teatro Stabile di Napoli (2019)
- Comparatico - (musiche di scena) Op. 99 di Luigi Capuana, con Pippo Pattavina. Teatro Sangiorgi di Catania (2019)
- L'albergo del libero scambio - (musiche di scena) Op. 98 - di Georges Feydeau e Maurice Desvallières, con Sebastiano Tringali. Produzione Teatro Brancati di Catania (2019)
- La creatura del desiderio - (musiche di scena) Op. 97 - di Andrea Camilleri e Giuseppe Dipasquale con David Coco e Valeria Contadino. Produzione Must Teatro Angelo Musco di Catania (2018)
- Filippo Mancuso e Don Lollò - (musiche di scena) Op. 96 - di Andrea Camilleri e Giuseppe Dipasquale con Tuccio Musumeci e Pippo Pattavina. Produzione Teatro Brancati di Catania (2018)
- Maruzza Musumeci - di Andrea Camilleri, regia di Daniela Ardini, con Pietro Montandon. Produzione Lunaria Teatro e Teatro della Città di Catania (2017)
- I fratelli Ficicchia - di Luigi Capuana, regia di Giuseppe Romani, con Tuccio Musumeci e Miko Magistro. Produzione Teatro Brancati di Catania (2017)
- Annata ricca (musiche di scena con canzoni) Op. 81 - di Nino Martoglio, regia di Giuseppe Romani, con Tuccio Musumeci e Miko Magistro. Produzione Teatro Brancati di Catania (2016)
- Sabbie mobili (musiche di scena) Op. 80 - di Domenico Trischitta, regia di Massimiliano Perrotta, con Guia Jelo. Produzione, Teatro Stabile di Catania (2016)
- Pensaci Gioacomino - di Luigi Pirandello, regia di Giuseppe Romani, con Tuccio Musumeci e Miko Magistro. Produzione Teatro Brancati di Catania (2016)
- Il contravveleno - di Nino Martoglio, regia di Turi Giordano, con Tuccio Musumeci e Guia Jelo. Produzione Teatro Brancati di Catania (2013)
- L'inganni d'amore (musiche di scena con canzoni) Op. 61 - dell'abate Musmeci Catalano, regia di Giovanni Anfuso (2011)
- Un siciliano a Parigi (musiche di scena) Op. 57 - tratto dal "Sistema Ribadier" di Georges Feydeau, adattamento e regia di Romano Bernardi, con Tuccio Musumeci (2010)
- Gli industriali del ficondia (musiche di scena) Op. 55 - di Massimo Simili, regia di Maurizio Scaparro, con Tuccio Musumeci e Marcello Perracchio (2009)
- L'uomo che incontrò se stesso (musiche di scena) op. 52 - di Luigi Lunari, regia di Antonello Capodici, con Romano Bernardi (2019)
- La lupa (musiche di scena con canzoni) Op. 50 - di Giovanni Verga, regia di Turi Giordano, con Guia Jelo.
- Frammenti d'amore (musiche di scena) Op. 43 - di e con Marco Cavallaro
- Classe di ferro (musiche di scena) Op. 36 - di Aldo Nicolaj, regia di Renato Giordano, con Tuccio Musumeci e Marcello Perracchio. Produzione Teatro Biondo Stabile di Palermo. Edizioni Suvini Zerboni - Sugar Music (2002)
- L'amico di tutti (musiche di scena) Op. 21 - di Carlo Bertolazzi, regia di Romano Bernardi, con Tuccio Musumeci e Pippo Pattavina. Produzione Teatro Stabile di Catania (1998)
- Quannu c'è sciroccu (musiche di scena) Op. 19 - tratto da "La scuola delle mogli", adattamento e regia di Romano Bernardi, con Tuccio Musumeci. Produzione Teatro stabile di Catania (1996)
- Gatta di cova (musiche di scena) Op. 18 - di Antonio Russo Giusti (1995)
- Sansecondiana Op. 16 - dalle "Sintesi drammatiche" di Pier Maria Rosso di San Secondo, regia di Gianni Salvo, con Edoardo Siravo. Produzione Teatro stabile di Catania (1994)
- U capiti com'è (musiche di scena) Op. 9 - commedia in due atti di Francesco Sabato Agnetta (1992)

### Colonne sonore per il cinema
- Figli del set -  regia di Alfredo Lo Piero (2016)[21]
- La libertà non deve morire in mare -  regia di Alfredo Lo Piero (2017)[22]

### Discografia
- Nova et vetera - contemporaney sicilian composer - 2018[23]
- Music for the stage - 2018[24]
- Classe di ferro - musiche di scena - 2017
- L'uomo che incontrò se stesso - musiche di scena - 2017
- Saints, Teresa di Calcutta - 2016[25]
- Arie nell'Aria - 2009
- Cieli di Toscana - 2001